# Lago Azul (bahía)

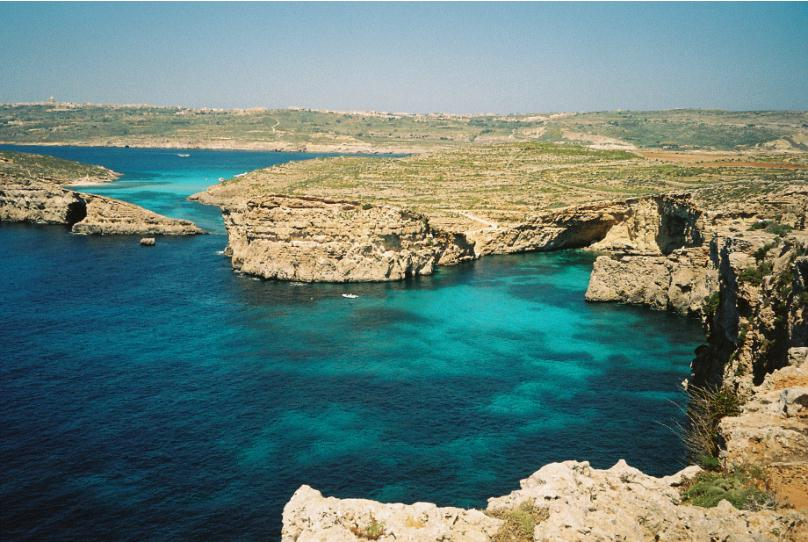
El Lago Azul.

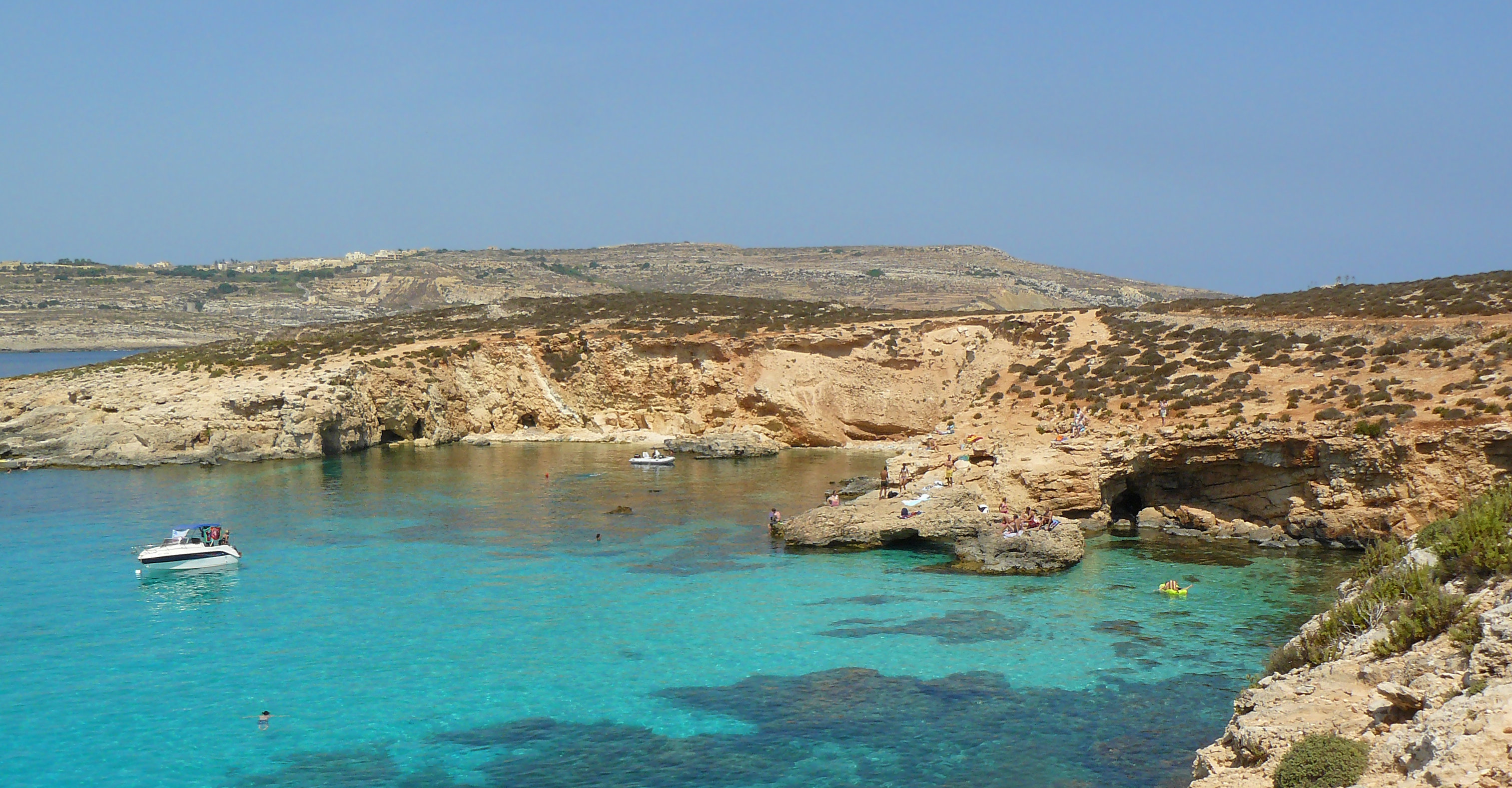
Laguna Azul, Malta.

El Lago Azul (en maltés Bejn il-Kmiemen; en inglés Blue Lagoon) es una bahía que se encuentra entre las islas Comino y Cominotto, en Malta, de ahí que su denominación en maltés signifique "entre los cominos". Sus aguas cristalinas y su recóndita ubicación lo convierten en uno de los parajes más bellos de Malta, al que sólo se puede llegar en barco, bien desde Malta o desde Gozo. 
Es un lugar ideal para practicar buceo y gracias a sus bonitas vistas ha aparecido en algunas producciones, como Barridos por la marea, protagonizada por Madonna, o la serie Helena de Troya. Además, a menos de 2 kilómetros del Lago Azul, en la misma isla de Comino, podemos encontrar la Torre de Santa María, donde fueron grabadas algunas escenas de The Count of Monte Cristo.